# Ascogaster distincta
Ascogaster distincta är en stekelart som beskrevs av Baker 1926. Ascogaster distincta ingår i släktet Ascogaster och familjen bracksteklar. Inga underarter finns listade.